# Kristo Shuli
Kristo Panajot Shuli, znany także pod nazwiskiem Sulidi (ur. 1858 w Marjanie, zm. w maju 1938 w Korczy) – albański grafik i poeta, działacz społeczny, jeden z pionierów fotografii w Albanii.

## Życiorys
Uczył się fotografii w Grecji, był także zaangażowany w publikowanie w tygodnika Głos Albanii (gr. Η φωνή της Αλβανίας). Po powrocie na teren Albanii zamieszkał w Korczy i utrzymywał się z pracy fotografa, do jego najważniejszych prac należy pochodzące z 1899 roku zdjęcie otwartej 12 lat wcześniej szkoły w Korczy, będącą pierwszą w historii albańskojęzyczną szkołą; zaangażował się również w działalność patriotyczną oraz współpracował m.in. z Mihalem Grameno, Gjerasimem Qiriazim i Janim Vreto.
Zmarł na początku maja 1938 roku w Korczy, został pochowany z honorami, a jego trumnę przykryto albańską flagą. 

## Wybrane poezje[1][3]
- Thirrja e Shqipërisë shqiptarëve
- Trimave të Gucisë

## Życie prywatne
Był żonaty ze starszą siostrą fotografa Kristaqa Sotiriego. Wyznawał protestantyzm.